# Klinički bolnički centar
Klinički bolnički centar je najveći tip bolničke ustanove u Republici Hrvatskoj koji ujedinjuje sve dijagnostičke metode, pretrage i terapijske zahvate. U Hrvatskoj postoji pet kliničkih bolničkih centara: KBC Zagreb, KBC Sestre milosrdnice Zagreb, KBC Rijeka, KBC Split i KBC Osijek.

## KBC Zagreb
KBC Zagreb najveća je bolnička ustanova u Hrvatskoj i ujedno najveća baza kliničke nastave Medicinskoga fakulteta Sveučilišta u Zagrebu. Od osnutka bolnice 1942. godine do danas uporno je praćen razvoj u svim područjima medicine. U Klinici za pedijatriju 1950. godine obavljena je prva kateterizacija dječjeg srca u ovom dijelu Europe. KBC je 1976. godine dobio prvi CT-uređaj u središnjoj Europi. Godine 1983. uspješno je obavljena prva transplantacija koštane srži. Iste je godine obavljena prva fertilizacija in vitro što je pionirski zahvat takve vrste na svjetskoj razini. KBC Zagreb je sedma bolnička ustanova u svijetu u kojoj je uspješno učinjen taj zahvat.
U KBC-u Zagreb 1988. godine napravljena je prva transplantacija srca u ovom dijelu Europe.
Godine 1990. obavljena je prva transplantacija jetre, a jedanaest godina poslije obavljena je i prva transplantacija jetre sa živoga donora. U posljednjih nekoliko godina uveden je cijeli niz novih dijagnostičkih i terapijskih zahvata koji su se po prvi puta u Hrvatskoj primijenili upravo u KBC Zagreb koji pionirski djeluje u razvoju medicine u Hrvatskoj. 
U sklopu Kliničkog bolničkog centra Zagreb djeluju 30 Klinika i Kliničkih zavoda, Banka krvi iz pupkovine, Centar očna banka, Centar za bolesti srca i krvnih žila i bolnička ljekarna. Navedena radilišta su smještena na pet lokacija u gradu Zagrebu. U KBC Zagreb ima 4 712 zaposlenih djelatnika od toga 3 522 zdravstvena djelatnika. Za bolesnike brine 2 560 medicinskih sestara i tehničara, zdravstvenih tehničara i pomoćnih djelatnika te 962 liječnika i stomatologa. KBC Zagreb aktivno surađuje s vrhunskim svjetskim bolničkim ustanovama. Od 2001. godine uspostavljena je suradnja sa Sveučilištem Harvard iz SAD-a. Blisko surađujemo s bolnicom Grosshadern i Innensadt iz Münchena, najvećom bolnicom u Bavarskoj. KBC Zagreb je partner i s Kliničkom bolnicom Mostar te Sveučilišnim kliničkim centrom Kosova.

## KBC Sestre milosrdnice Zagreb
Klinički bolnički centar Sestre milosrdnice drugi je zagrebački klinički bolnički centar. Nastavna je baza za Medicinski, Stomatološki, Pravni, Filozofski, Prirodoslovno-matematički, Edukacijsko-rehabilitacijski fakultet i Zdravstveno veleučilište Zagreb te Medicinski fakultet u Osijeku.
Temeljem odluke Vlade Republike Hrvatske u srpnju 2010. godine, Kliničkoj bolnici "Sestre milosrdnice" pripojene se Klinika za tumore, Klinika za dječje bolesti i Klinika za traumatologiju.

## KBC Rijeka
Klinički bolnički centar Rijeka utemeljen je 1. ožujka 1982., spajanjem pet bolnica: Opće bolnice "Braće dr. Sobol", Opće bolnice "Dr. Zdravko Kučić", Dječje Bolnice Kantrida, Ortopedske bolnice Kraljevica i Kliničke bolnice za plućne bolesti Ičići. Danas je jedan od pet kliničkih bolničkih centara u Hrvatskoj i centralna je bolnička ustanova na području Istre, Primorja, Like i Gorskog kotara.
Prva transplantacija bubrega, u Rijeci, sa živog donora učinjena je na Odjelu urologije Klinike za kirurgiju učinjena je 30. siječnja 1971., a prva kadaverična transplantacija 15. svibnja 1971. godine. Prva simultana transplantacija bubrega i pankreasa u KBC-Rijeka učinjena je 1994. godine. KBC Rijeka je nastavna i znanstveno-istraživačka baza Medicinskog fakulteta Sveučilišta u Rijeci, a sastoji se od 15 klinika, 3 klinička zavoda i 8 zavoda, koji djeluju na tri lokaliteta, s ukupno 3029 djelatnika.

## KBC Split
KBC Split najmlađi je klinički bolnički centar u Hrvatskoj te najveći bolnički centar u Dalmaciji koji zapošljava približno 3700 djelatnika. KBC Split središnja je zdravstvena ustanova Županije splitsko-dalmatinske i cijelog južnog područja Hrvatske, a nalazi se na trima lokacijama u Splitu: Firulama, Križinama te centru Grada. Ovoj ustanovi, kao regionalnoj bolnici, gravitira oko 1 000 000 državljana Republike Hrvatske, te oko 500 00 stanovnika južnog dijela susjedne Bosne i Hercegovine, kao i 500 000 turista tijekom sezone.
KBC Split obavlja specijalističku zdravstvenu zaštitu i bolničku djelatnost, te zdravstveno istraživačku djelatnost iz područja medicinskih znanosti. Centar ima 1 854 ležaja, 20 operacijskih dvorana i dvije endoskopske dvorane. Iskorištenost bolničkih kapaciteta je maksimalna, što u proteklim godinama iznosi preko 95%. U sklopu KBC-a Split djeluju 2 klinička zavoda, 9 klinika te 16 odjela.

## KBC Osijek
KBC Osijek je središnja i najveća zdravstvena ustanova u istočnoj Hrvatskoj, te ujedno i najveća znanstveno-nastavna baza Medicinskog fakuklteta u Osijeku. Centar raspolaže s oko 1400 postelja i 3100 djelatnika raspoređenih na 12 klinika, 7 zavoda i 5 kliničkih zavoda, a gravitira mu oko milijun zdravstvenih osiguranika s područja istočne Hrvatske.
KBC Osijek je bolnički centar specijaliziran isključivo za transplantaciju bubrega i od 2007. do početka 2016. obavljeno je preko 100 transplantacija. Uz KBC Rijeka, KBC Zagreb i KB Merkur, Osječki KBC je jedan od četiriju centara u Hrvatskoj u kojima se obavlja ova operacija. Klinički bolnički centar Osijek ujedno je i najveće dijalitičko središte u Hrvatskoj.

## Vanjske poveznice
- Stranice KBC-a Zagreb
- Stranice KBC-a Sestre milosrdnice Zagreb
- Stranice KBC-a Rijeka
- Stranice KBC-a Split  Arhivirana inačica izvorne stranice od 21. siječnja 2015. (Wayback Machine)
- Stranice KBC-a Osijek